# فرشة الشامي
فرشة الشامي قرية سعودية في منطقة المدينة المنورة. تتبع مركز اليتمة، تقع جنوب المدينة المنورة، وتبعد عنها قرابة 110 كم. في شمالها الشرقي تقع اليتمة وتبعد عنها قرابة 28 كم، وفي شمالها تقع الملحة وخلص.